# 南星镇
南星镇是中国陕西省宝鸡市凤县下辖的一个镇。南星镇已于2011年撤销，与一同撤销的三岔镇、温江寺乡合设留凤关镇。

## 行政区划
南星镇下辖以下行政区：
高桥铺村、榆林铺村、连云寺村、南凤村、留凤关村、酒奠沟村、寺沟村、瓦房坝村、青龙寺村、长坪村